# Daniel Zariquiegui Izco
Daniel Zariquiegui Izco (Pamplona, 1924. október 9. – 1999. október 18.) spanyol nemzetközi labdarúgó-játékvezető.

## Pályafutása

### Nemzeti játékvezetés
A játékvezetői vizsgát 1948-ban tette le. Nemzeti labdarúgó-szövetségének megfelelő játékvezető bizottsága minősítése alapján 1950-ben lett az 1. Liga játékvezetője. A nemzeti játékvezetéstől 1970-ben vonult vissza. Első ligás mérkőzéseinek száma: 248.
| Időpont              | Helyszín                    | Mérkőzés típusa          | Mérkőzés                              | Eredmény |
| -------------------- | --------------------------- | ------------------------ | ------------------------------------- | -------- |
| 1950. szeptember 17. | La Rosaleda Stadion, Málaga | első 1. Liga mérkőzése   | Málaga CF–Lleida Esportiu             | 9 – 0    |
| 1970. március 29.    | Estadio Mestalla, Valencia  | utolsó 1. Liga mérkőzése | Valencia CF–RC Deportivo de La Coruña | 0 – 1    |

#### Nemzeti kupamérkőzések
Vezetett kupadöntők száma: 1.

##### Spanyol labdarúgókupa
| Időpont          | Helyszín                    | Mérkőzés típusa | Mérkőzés                  | Eredmény | Nézők száma |
| ---------------- | --------------------------- | --------------- | ------------------------- | -------- | ----------- |
| 1957. június 16. | Olimpiai Stadion, Barcelona | döntő           | FC Barcelona–RCD Espanyol | 1 – 0    | 75 000      |

### Nemzetközi játékvezetés
A Spanyol labdarúgó-szövetség Játékvezető Bizottsága (JB) terjesztette fel nemzetközi játékvezetőnek, a Nemzetközi Labdarúgó-szövetség (FIFA) 1951-től tartotta nyilván bírói keretében. A FIFA JB központi nyelvei közül a spanyolt beszélte. Több nemzetek közötti válogatott, valamint Európa-liga klubmérkőzést vezetett, vagy működő társának partbíróként segített. A spanyol nemzetközi játékvezetők rangsorában, a világbajnokság-Európa-bajnokság sorrendjében többedmagával a 33. helyet foglalja el 1 találkozó szolgálatával. A  nemzetközi játékvezetéstől 1967-ben búcsúzott. Válogatott mérkőzéseinek száma: 6.

#### Labdarúgó-világbajnokság
Az 1966-os labdarúgó-világbajnokságon a FIFA JB játékvezetőként alkalmazta. Selejtező mérkőzéseket az UEFA zónában vezetett.

##### Selejtező mérkőzés
| Időpont           | Helyszín                   | Mérkőzés típusa           | Mérkőzés                | Eredmény | Nézők száma |
| ----------------- | -------------------------- | ------------------------- | ----------------------- | -------- | ----------- |
| 1965. november 6. | Stade Vélodrome, Marseille | előselejtező (3. csoport) | Franciaország–Luxemburg | 4 – 1    | 30 080      |

#### Nemzetközi kupamérkőzések

##### Kupagyőztesek Európa-kupája
| Időpont          | Helyszín                      | Mérkőzés típusa   | Mérkőzés                       | Eredmény |
| ---------------- | ----------------------------- | ----------------- | ------------------------------ | -------- |
| 1967. március 8. | Stade Maurice Dufrasne, Liège | egyik negyeddöntő | Standard de Liège–Győri ETO FC | 2 – 0    |

## Külső hivatkozások
- Daniel Zariquiegui Izco. World Referee. [2016. március 4-i dátummal az eredetiből archiválva]. (Hozzáférés: 2015. szeptember 2.)
- Daniel Zariquiegui Izco. scoreshelf.com. [2016. március 11-i dátummal az eredetiből archiválva]. (Hozzáférés: 2015. szeptember 2.)
- Daniel Zariquiegui Izco. eu-football.info. (Hozzáférés: 2015. szeptember 2.)
- Daniel Zariquiegui Izco. worldfootball.net. (Hozzáférés: 2015. szeptember 2.)

| Elődje: Julián Arqué | Spanyol labdarúgókupa döntő 1957 | Utódja: José González Echeverría |